# Chiesa di San Rocco (Fiavé)
La chiesa di San Rocco è una chiesa cimiteriale di Fiavé, in Trentino. Rientra nella zona pastorale delle Giudicarie dell'arcidiocesi di Trento e risale al XVI secolo. Dopo la riedificazione della parrocchiale è la chiesa più antica della comunità.

## Storia

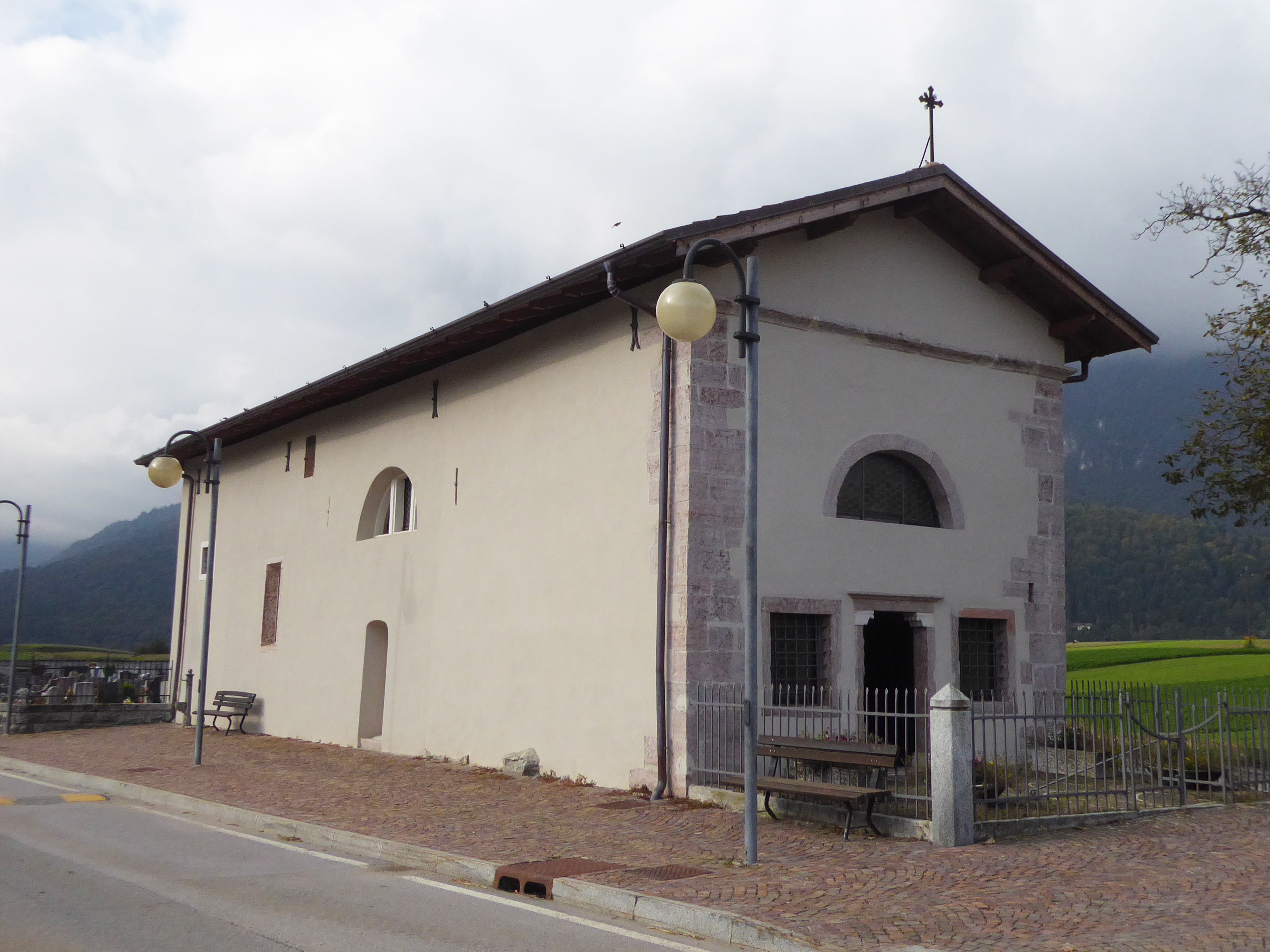
Facciata e prospetto laterale sinistro.

Il periodo della costruzione di una cappella votiva dedicata a San Rocco nelle adiacenze del cimitero di Fiavé dovrebbe essere collocato nella seconda metà del XVI secolo, e dell'inizio del secolo seguente sono i primi lavori di ristrutturazione che l'hanno riguardata, quando vennero ritinteggiati gli esterni che avevano subito atti vandalici. In tale occasione vennero sistemati anche copertura e sagrato.

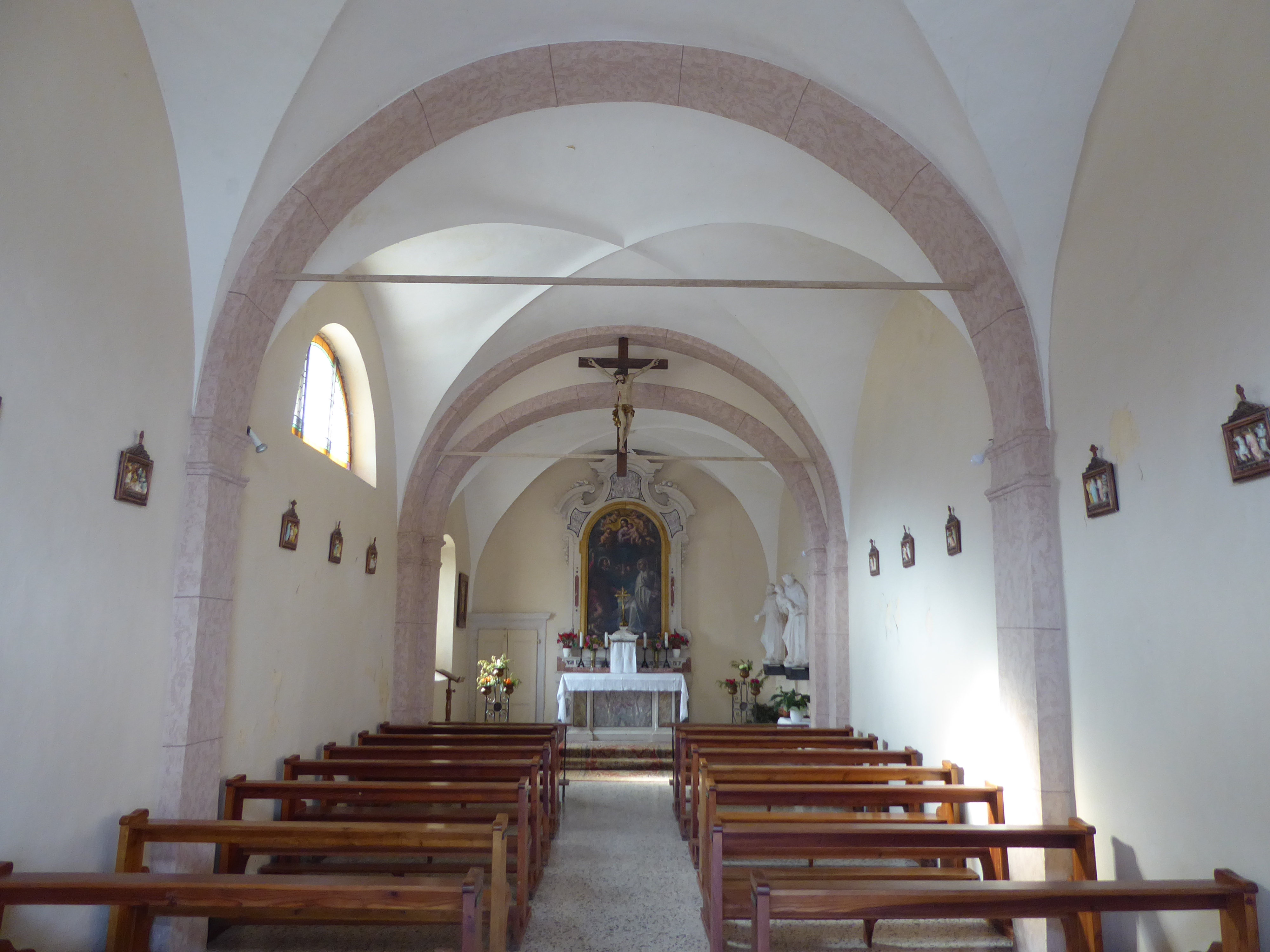
Interno della chiesa

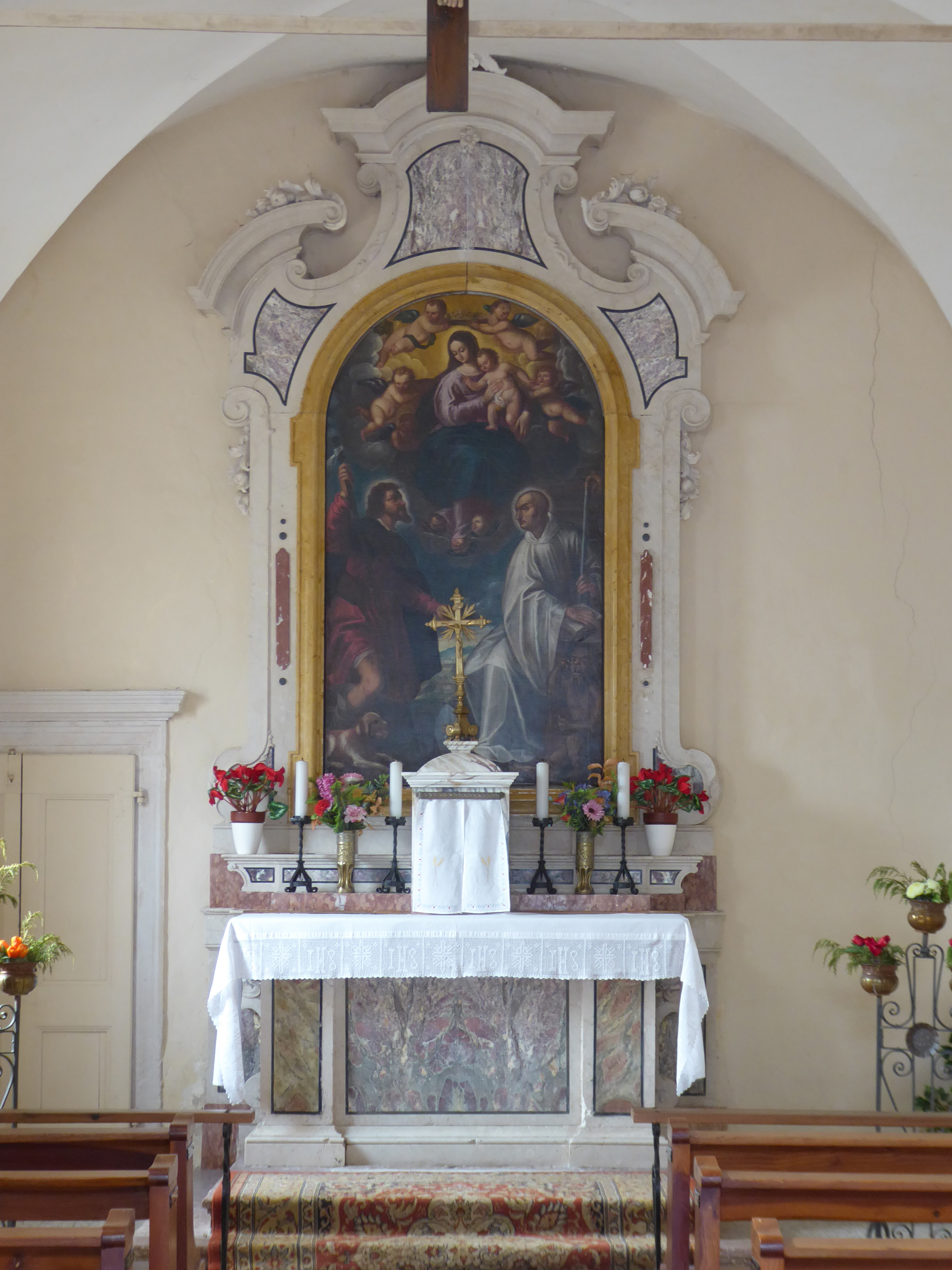
Altare con pala raffigurante la Madonna con Bambino e i santi Rocco e Bernardo di Chiaravalle di Giovan Battista Pellizzari.

La dedica ufficiale al santo si ebbe con una presumibile certezza solo nel 1630, quando la zona venne minacciata da un'epidemia di peste. Alla fine del secolo venne eretta una sacrestia e fu sistemata l'area cimiteriale accanto alla chiesetta. Durante il periodo delle invasioni napoleoniche l'edificio venne seriamente danneggiato sia dalle truppe francesi sia da quelle imperiali. Per il necessario restauro vennero messi a disposizione fondi comunali.
Con l'anno 1828 lo status della chiesa mutò, e da cappella votiva fu chiesa cimiteriale. Un restauro si ebbe alla fine del XIX secolo ed un altro attorno alla metà del secolo seguente. Gli ultimi interventi che riguardarono la piccola chiesa risalgono a progetti del 2008, quando si misero in cantiere misure conservative e di risanamento.

## Descrizione

### Esterni
La piccola chiesa si trova nell'area cimiteriale della comunità nella parte meridionale dell'abitato e mostra orientamento verso sud. La facciata a capanna è caratterizzata dai due fianchi con blocchi di pieta a vista e dalla parte centrale intonacata. Il portale di accesso è architravato, affiancato da due finestre quadrate con inferriata e sopra, in asse, si trova la grande finestra a lunetta che porta luce alla sala. Anteriormente il piccolo sagrato è delimitato da una cancellata.

### Interni
La navata interna è unica, con volta a crociera e suddivisa in tre campate, una per il presbiterio.
La pala sull'altare raffigura la Madonna con Bambino e i santi Rocco e Bernardo di Chiaravalle ed è attribuita al veronese Giovan Battista Pellizzari.